# Janetia capnophila
Janetia capnophila är en svampart som beskrevs av S. Hughes 1983. Janetia capnophila ingår i släktet Janetia, divisionen sporsäcksvampar och riket svampar.   Inga underarter finns listade i Catalogue of Life.